# Jacmel
Jacmel (em crioulo, Jakmèl; também conhecida por seu nome indígena de Yaquimel), é uma comuna do Haiti, capital do departamento do Sudeste e no arrondissement de Jacmel. Fundada em 1698, Jacmel é considerada a capital cultural do Haiti, uma cidade quieta e simpática, situada na Baía da Ferradura.
De acordo com o censo de 2003, sua população total é de 26.077 habitantes.
A cidade não mudou muito desde o século XIX, quando a era lar de abastados comerciantes de café vivendo em graciosas mansões com menos estrutura de muitos em Nova Orleães; a arquitetura da cidade jacta-se em pilares de ferro fundido e galerias compradas na França. Hoje, muitas dessas casas são agora lojas de artesãos que vendem vibrantes artesanatos, máscaras de papel-machê e figuras de animais talhados em madeira.
Ultimamente, esforços tem sido feito para revitalizar o cigarro próspero e industrias de café. A cidade é o popular destino de turistas que decidem se aventura no Haiti devido a sua relativa tranquilidade e distância do recente tumulto político da capital.

## Residentes notáveis
- René Depestre: um famoso poeta do Haiti. Ele nasceu em Jacmel. A cdade é palco para milhares de suas ficções.
- Michaëlle Jean: Governador-geral do Canadá. Nasceu em Port-au-Prince em uma família de Jacmel.
- Magloire Ambroise